# Olivia Taylor Dudley
Olivia Taylor Dudley, född 4 november 1985 i San Luis Obispo, Kalifornien, är en amerikansk skådespelare. Hon är huvudsakligen känd för sin roll som Alice Quinn i TV-serien The Magicians, och för sina roller i skräckfilmer som Chernobyl Diaries (2012), The Vatican Tapes (2015), och Paranormal Activity: The Ghost Dimension (2015). Hon medverkar även i komedigruppen 5-Second Films.

## Karriär
Dudley flyttade till Los Angeles som 17-åring och fick sin första stora filmroll 2012, när hon spelade i Chernobyl Diaries. 2013 fick hon en roll i exorcismfilmen The Vatican Tapes (2015), för vilken hon uppmärksammades i The New York Times. Dudley varvade sina roller i ytterligare skräckfilmer såsom Paranormal Activity: The Ghost Dimension (2015) med biroller i TV-serier som Arrested Development (2013) och CSI: Miami (2011-2012). 2015 ersatte hon Sosie Bacon som Alice Quinn i Syfy:s TV-serie The Magicians.

## Filmografi

### Film
| År   | Titel                                    | Roll                | Noteringar       |
| ---- | ---------------------------------------- | ------------------- | ---------------- |
| 2007 | Anna Nicole Smith                        | Dancer              |                  |
| 2008 | Remembering Phil                         | Susie's Girlfriend  |                  |
| 2009 | Hector Quince: Author                    |                     | Kortfilm         |
| 2010 | Birds of a Feather                       | Reality Girl #5     | TV-film          |
| 2010 | Stork                                    | Mendoza's Girl      | Kortfilm         |
| 2011 | Birds of a Feather                       | Reality Girl #5     |                  |
| 2011 | Chillerama                               | Nurse Unger / Laura |                  |
| 2011 | Ticklish Cage                            | Vegas Hooker        | Kortfilm         |
| 2012 | The Dictator                             | Nurse Svetlana      | Okrediterad roll |
| 2012 | Chernobyl Diaries                        | Natalie             |                  |
| 2013 | Monster Machine                          | Terror Twin         | Kortfilm         |
| 2014 | Dumbbells                                | Heather             |                  |
| 2014 | Transcendence                            | Groupie             |                  |
| 2014 | The Barber                               | Kelli               |                  |
| 2014 | The Front Page                           | Becky               | Kortfilm         |
| 2015 | Appleton                                 | Gracie              |                  |
| 2015 | Dude Bro Party Massacre III              | Motherface          |                  |
| 2015 | The Vatican Tapes                        | Angela              |                  |
| 2015 | Paranormal Activity: The Ghost Dimension | Skyler              |                  |
| 2016 | Chuck Hank and the San Diego Twins       | Trash               |                  |

### TV
| År          | Titel                                      | Roll                         | Noteringar |
| ----------- | ------------------------------------------ | ---------------------------- | ---------- |
| 2011        | NCIS: Naval Criminal Investigative Service | Jancey Gilroy                | 1 avsnitt  |
| 2011 - 2012 | CSI: Miami                                 | Elizabeth Clark              | 3 avsnitt  |
| 2012        | Don't Trust the B---- in Apartment 23      | Katarina                     | 1 avsnitt  |
| 2013        | The Mindy Project                          | Tattoo Girl                  | 1 avsnitt  |
| 2013        | Arrested Development                       | Rose                         | 1 avsnitt  |
| 2013 - 2014 | Uproxx Video                               | 'Cosmetics' Ad Rep / Vanessa | 8 avsnitt  |
| 2015        | The Comedians                              | Barista                      | 3 avsnitt  |
| 2015 - 2020 | The Magicians                              | Alice Quinn                  | 13 avsnitt |
| 2016        | Aquarius                                   | Billie Gunderson             | 5 avsnitt  |